# Sayur Maincat (Huta Bargot)
Sayur Maincat is een bestuurslaag in het regentschap Mandailing Natal van de provincie Noord-Sumatra, Indonesië. Sayur Maincat telt 444 inwoners (volkstelling 2010).